# Marc Eckō's Getting Up: Contents Under Pressure
Marc Eckō's Getting Up: Contents Under Pressure è un videogioco pubblicato nel febbraio 2006 per PlayStation 2, Xbox e Microsoft Windows, sviluppato da The Collective e distribuito da Atari. È stato successivamente pubblicato anche sulla piattaforma digitale Steam nel dicembre del 2013.
Il gioco ruota intorno a Trane, un "writer" che sfrutta i graffiti come forma di protesta contro la città di New Radius, ove ogni forma di espressione è soppressa da un distopico governo cittadino.

## Trama
La storia inizia nell'estrema periferia di New Radius, dove Trane, contro la volontà di sua nonna, va via di casa per iniziare una carriera da graffitista. Il suo primo obiettivo è quello di farsi notare nel suo quartiere. Le sue gesta iniziali rivelano lo stato in cui riversa New Radius, causato dal tentativo del sindaco Sung di gentrificare la città per renderla prospera. Egli ha oppresso la classe più povera sottraendo budget per indirizzarlo in altre "redditizie" industrie cittadine, utilizzando il CCK per tenere a bada le proteste con la forza. Ben presto Trane si scontra con i Vandali di New Radius, comandati da un ragazzo di nome Gabe. Trane, spinto dalla volontà di avere più visibilità possibile, perviene nell'eseguire dei graffiti sui vagoni della metropolitana, riuscendo così a mostrare i suoi graffiti a buona parte della città e, soprattutto, ai membri dei VaNR. Successivamente Trane sconfigge Gabe in una gara di graffiti e, seppur riluttanti, decidono di creare un'alleanza fra la nuova crew di Trane, gli SFC, e i VaNR per fronteggiare il governo cittadino.
Poco tempo dopo, Trane viene tramortito da Decoy, un graffitista anch'esso, che lo trasporta nel suo covo. Qui gli rivela dei fatti riguardo a suo padre e al suo coinvolgimento con Sung. Gli riferisce infatti che quest'ultimo pagò suo padre per assassinare un rivale candidato alla poltrona di sindaco, e che questa sua opera di soppressione dei graffiti sarebbe solo un pretesto per impredire che graffitisti come Decoy riescano a divulgare la notizia. Così, Decoy iniziò a tappezzare la città con poster riportanti la frase "9/06", che sarebbe la data in cui Sung ordinò l'eliminazione del padre di Trane per evitare di poter essere scoperto. Trane decide ancor più di prima di portare avanti la sua rivoluzione dirigendosi nella zona settentrionale di New Radius, quella meno colpita dai graffiti e considerata da Sung come il bastione della sua campagna di pulizia della città. Durante uno dei raid, però, Gabe tradisce Trane sotto la minaccia di venir ucciso da parte di Shanna, un'assassina alle dipendenze dell'emittente NRN che sfrutta i recenti eventi per sfornare notizie interessanti. Questo porta la zona di Lower New Radius ad essere "attaccata" dalle forze del CCK, mentre Decoy viene scovato e ucciso da un assassino della NRN, nonché amante di Shanna. Trane, giurando vendetta, programma una campagna diffamatoria nei confronti di Sung stampando migliaia di voltantini che lo incriminano per l'assassinio di un suo candidato rivale, lanciandoli da un dirigibile durante la notte di Capodanno. Trane ha la meglio su Shanna in un combattimento fra i due - seppur non uccidendola - e riesce a lanciare i volantini. Messo alle strette, Sung consegna le dimissioni.
Nonostante la battaglia per rovesciare il sindaco sia riuscita, per Trane non è ancora finita quella per la libertà e continuerà a disegnare graffiti per mantenere la città di New Radius sempre in causa.

## Personaggi

### SFC
La Still Free Crew è la "crew" protagonista del gioco, nata dopo che Trane salvò Kry-1 da alcuni membri dei VaNR. Fu lo stesso Kry-1 a spingere Trane a creare una crew, suggerendo anche il nome. Le parole "Still Free" vengono d'ispirazione in quanto presenti sulla felpa di Trane. I membri della crew sono Trane, Kry-1 e successivamente White Mike. Il loro covo è la scuola abbandonata d'arte.

#### Trane
Trane, alias Coltrane Crowley, è il personaggio principale del videogioco. Comincia come un novizio del mondo dei graffiti, man mano che progredisce però iniziare a diventare un'icona di riferimento nella battaglia contro il sindaco Sung e la forza di polizia creata da esso stesso, il CCK. Anche dopo essere diventato praticamente una leggenda, continuerà comunque a disegnare graffiti. È doppiato dal rapper Talib Kweli.

#### Kry-1
Un ragazzo logorroico che sembra sapere molto sull'ambiente che lo circonda, in particolare i tunnel della metro. Si caccia sempre nei guai con i VaNR, in particolare sembra evidente una rivalità con Dip, a causa dei numerosi graffiti visibili in cui si coprono a vicenda e con Spleen, il quale in passato lo obbligò a fare flessioni in mutande in mezzo alla strada. È doppiato da Giovanni Ribisi.

#### White Mike
Un massiccio ragazzo affetto da albinismo molto combattivo. Sa essere un ottimo alleato se gli piaci, ma in caso contrario sarà un accanito avversario. Nonostante si scontri all'inizio del gioco con Trane, il quale gli ruberà della vernice spray, diventerà membro della SFC.

### Vandals of New Radius
La "crew" antagonista del gioco. Sono tifosi dei New Radius Stunners, la squadra di basket della città, in particolare del numero #33: Van "Vandal" Dallister, a cui Gabe si ispira. Tra i membri della crew oltre al capo Gabe sono da menzionare Dip e Spleen. Il loro covo è la parte abbandonata della macelleria.

#### Gabe
È il leader dei VaNR. Soffre di vertigini, quindi incarica sempre gli altri suoi compagni per eseguire graffiti in zone alte nonché pericolose, come dei cartelli autostradali, ma sceglie di provare se l'occasione è troppo ghiotta. All'inizio, Gabe picchia Trane e gli ruba tutta la sua attrezzatura oltre che il "blackbook" ed i pennarelli. In risposta a questo, Trane inizia a disegnare graffiti che si prendono gioco di Gabe. Successivamente, i due sono costretti ad allearsi per combattere il governo cittadino, nonostante la loro rivalità persista. Verso la fine del gioco, molto probabilmente muore a seguito di un combattimento con Trane, precipitando dai binari di una sopraelevata dopo aver rivelato di essere stato minacciato e quindi costretto a svelare al CCK dove Decoy si nascondesse.

#### Spleen
Il bodyguard di Gabe. Viene catturato o ucciso dal CCK. Armato di machete, possiede due pit bull: Dolce e Bomba.

#### Dip
L'alleato primario di Gabe. Veste solamente abiti firmati e perde molto facilmente le staffe se si danneggiano. Caratteristico è l'utilizzo della cintura come arma. Potrebbe avere un rivalità con Kry-1 visti i numerosi graffiti in cui si coprono a vicenda visibili nel corso del gioco.

#### Tina
La fidanzata di Gabe. Nonostante non sia effettivamente un membro dei VaNR, molto spesso si unisce a loro nelle loro scorribande per la città. Assiste al pestaggio di Trane e, probabilmente, finisce con il provare qualcosa per lui. Lo aiuta inoltre a fuggire a seguito dello scontro con Spleen dalla macelleria abbandonata. È doppiata da Rosario Dawson.

### Governo cittadino

#### Sindaco Sung
Il sindaco di New Radius che diffonde il messaggio che l'arte dei graffiti sia un crimine e lancia una campagna di bonifica della città. Sebbene sia nemico di Trane, vuole saperne di più su di lui e possibilmente eliminarlo. Fu Sung a uccidere il padre di Trane il 9/06, diversi anni prima degli eventi del gioco. È doppiato da George Hamilton.

#### Capo della Polizia Hunt
Braccio destro di Sung, Hunt è il capo della polizia e ha come unico obiettivo quello di "eradicare i ratti che infestano New Radius", riferendosi ai graffitisti. È lui a dirigere l'assalto alla base della SFC e viene ironicamente ucciso dall'incendio che lui stesso ha scatenato. Trane tentò di salvarlo, ma le riprese di lui che si getta in avanti per tentare di afferrarlo vengono editate per fare in modo che sembri che lo abbia invece spinto. È doppiato da Adam West.

#### CCK
Acronimo di Civil Conduct Keepers, il CCK è un corpo di polizia anti-graffiti comandato da Sung. Gli agenti del CCK non esitano a usare la forza bruta fintanto che non ci siano telecamere a riprenderli. Sono equipaggiati con armature, maschere antigas e manganelli. Agenti di grado superiore hanno divise color argento anziché arancione e sono equipaggiati con fucili semiautomatici.

#### Vandal Squad
Spesso travestiti da senza tetto, la Vandal Squad sembra essere una sezione del CCK il cui unico obiettivo è l'eradicazione delle bande di graffitisti. Al contrario di quelli del CCK, gli agenti della Vandal Squad non possiedono una maschera antigas né delle protezioni, mentre la divisa è anch'essa arancione; sono equipaggiati con armi a elettroshock. A capo di questa sezione vi è Zia Beth, doppiata da Andy Dick.

### Leggende dei graffiti
Nel gioco compaiono diversi famosi graffitisti realmente esistenti: Cope2, Futura 2000, Obey, Seen, T-Kid, e Sane Smith.

#### Decoy
Decoy uno dei più ricercati graffitisti di New Radius a causa dell'enorme mole di conoscenze che possiede sul crimine commesso dal sindaco Sung. Il suo è uno stile molto militare, probabilmente riconducibile ai suoi trascorsi servizi da Sergente. Inoltre il suo stile ricorda anche gli stencil di Banksy, a cui potrebbe essere ispirato. Il primo incontro con Decoy avviene nel pool yard, dopo il pestaggio di Gabe. La sua morte è il risultato della confessione di Gabe al CCK sotto minaccia. Decoy è l'unica leggenda dei graffiti ad essere fittizia.

## Colonna sonora
La colonna sonora ufficiale del gioco è la seguente:
- Mobb Deep - Survival of the Fittest
- RJD2 - Welcome to New Radius
- Talib Kweli e Rakim - Getting Up Anthem con intervista
- Thomas Rusiak - Throne of Redemption
- DJ Nature - Dulces Theme feat Tek-One e Velcro
- Nina Simone - Sinnerman
- Mobb Deep - Shook Ones Parte 1
- Fort Minor - There They Go
- Bohannon - Save Their Souls
- Mobb Deep - Survival of the Fittest 'MegaMix'
- Polyrhythm Addicts - Motion 2000
- Roots Manuva - Chin High 'MegaMix'
- Mobb Deep - Survival of the Fittest 'Instrumental'
- Kasabian - Club Foot 'Instrumental'
- Del tha Funkee Homosapien - Catch a Bad One 'Instrumental'
- Grand Wizard - Subway Theme
- Liquid Liquid - Cavern
- Biggie Smalls - Who Shot Ya? 'MegaMix' (Remixato da Serj Tankian)
- Biggie Smalls - Who Shot Ya? 'Instrumental' (Remixato da Serj Tankian)
- RJD2 - Vandal Squad 'Laylo Mix'
- Pack FM - Clik, Clak, and Spray
- DJ Nature - Dulces Theme feat Tek-One e Velcro 'Instrumental'
- Big Mama Thornton - I Smell a Rat 'MegaMix'
- Pack FM - Clik, Clak, and Spray 'Instrumental'
- Big Mama Thornton - I Smell a Rat
- Bohannon - Save Their Souls 'Instrumental'
- Del tha Funkee Homosapien - Catch a Bad One
- DJ Nature - Bomba's Theme Remix feat Tek-One e Velcro
- Roots Manuva - Too Cold
- Eric B & Rakim e James Brown - Follow the Leader
- Eric B & Rakim e James Brown - Follow the Leader 'Instrumental'
- Talib Kweli e Rakim - Getting Up Anthem
- Glen Brown - Version 78 Style
- Jane's Addiction - Mountain Song
- Kasabian - Club Foot
- Mobb Deep - Shook Ones Parte 2
- Kasabian - Club Foot 'MegaMix'
- RJD2 - Opening Scene
- Bloc Party - Helicopter
- Pharoahe Monch - Book of Judges
- DJ Vadim - Aural Prostitution
- Sixtoo - Boxcutter Emporium
- RJD2 - C.C.K. Turf
- Isaac Hayes - Walk On By 'Instrumental'
- Roots Manuva - Chin High
- Rhymefest con Samantha Ronson - Wanted
- Jane's Addiction - Mountain Song 'Instrumental'
- DJ Nature - Bomba's Theme Remix feat Tek-One e Velcro 'Instrumental'
- Talib Kweli and Rakim - Getting Up Anthem 'Instrumental'
- RJD2 - Stell Free Crew
- Eddie Kendricks e Leonard Caston e Anita Poree - My People Hold On
- Fort Minor - There They Go 'Instrumental'
- RJD2 - Vanr Turf
- Biggie Smalls - Who Shot Ya?
- RJD2 - Hello My Name Is Mr. 9_06

## Sequel
Il 14 febbraio 2013, la Ecko Unlimited annuncia su Twitter che un sequel è in fase di sviluppo.
Il 6 settembre 2022, nel suo account Instagram ufficiale, Marc Ecko, tramite un post, ha annunciato che è in lavorazione un film tratto dal videogioco, ma che non ha mai rinunciato al sogno di un sequel di Getting Up, posticipato a causa dei suoi impegni lavorativi. 
Inoltre, ha aperto un sito web, nella quale è possibile compilare un questionario in merito a un progetto futuro inerente al videogioco, dove è selezionabile tra le risposte, quella, di un sequel. 